# Global Lives Project
Global Lives Project to niedochodowa organizacja, której działalność opiera się na współpracy wolontariuszy fotografów, informatyków, inżynierów, architektów, projektantów, studentów i naukowców. Misją organizacji jest wspólna budowa biblioteki filmów o ludzkim doświadczeniu, która kształtowałaby sposób pojmowania innych kultur, narodów i osób.

## Założenia Programu
Global Lives Project obejmuje cztery główne działanie: wystawy, kolekcjonowanie, edukacja i pokazy filmów:
- Wystawy: Organizacja tworzy wieloekranowe instalacje wyświetlające całodobowe filmy o życiu różnych jednostek. Wystawy mają stworzyć przestrzeń kontemplacji i refleksji.

- Kolekcjonowanie: Global Lives Project obecnie przechowuje stałą internetową wypożyczalnie filmów i stanowi centrum dla wolontariuszy. Globallives.org umożliwia użytkownikom przeszukiwanie kolekcji filmów w wielu językach, dostęp do materiałów edukacyjnych, proponowanie nowych nagrań, tworzenie zespołów współpracowników i zbiórki pieniędzy na nowe produkcje.

- Edukacja: Organizacja zapewnia nowy materiał medialny i programy edukacyjne mające na celu kształcenie i inspirowanie studentów. Materiały organizacji mają na celu udostępnienie materiału w zakresie nauk społecznych i językowych, geografii, statystyki, języków obcych, sztuki i zaangażowanie społecznego.

- Pokazy i Wykłady: Oprócz instalacji wideo, organizacja prezentuje na uniwersytetach, w ośrodkach kulturalnych i podczas wydarzeń kulturalnych. Prezentacje takie odbywały się już wcześniej w Smithsonian Museum of Natural History oraz na Uniwersytecie Harvarda.

## Historia
Początki Global Lives project były międzynarodową współpracą filmowców, którzy wyprodukowali 10 filmów dokumentalnych. Każdy film trwa 24 godziny i przedstawia jedną dobę z życia osób biorących udział w programie. Uczestnicy zostali wybrani jako reprezentanci światowej populacji; tak, aby przedstawiać różnorodność wiejską i miejską, dystrybucję regionalną, płeć, poziom dochodów, wyznanie i wiek.
Pierwsza pełna premiera wszystkich 10 filmów miała miejsce w muzeum w San Francisco w lutym 2010 roku. Yerba Buena Center for the Arts prowadziło czteromiesięczną wystawę, która przyciągnęła ponad 20,000 zwiedzających. Dziesiątki innych instalacji, pokazów i wykładów odbyły się w różnych miejscach na całym świecie, w tym na United Nations University w Tokio.
Global Lives Project został założony przez Davida Evana Harrisa i jest wspierany przez Black Rock Arts Foundation, Long Now Foundation, Adobe Foundation, Burwen Education Foundation, Konsulat Szwajcarii w San Francisco, The National Endowment for the Arts i setki osób prywatnych.